# Neoscona byzanthina
Espèce
Synonymes
- Epeira byzanthina Pavesi, 1876
- Epeira turcica Simon, 1879

Neoscona byzanthina est une espèce d'araignées aranéomorphes de la famille des Araneidae.

## Distribution
Cette espèce se rencontre en Turquie, en Iran, en Russie en Ciscaucasie, en Roumanie, en Bulgarie, en Grèce, en Macédoine du Nord, en Albanie, au Kosovo, en Italie, en France et en Espagne,.

## Habitat
On l'observe principalement en juillet et août dans les buissons et les plantes herbacées.

## Description

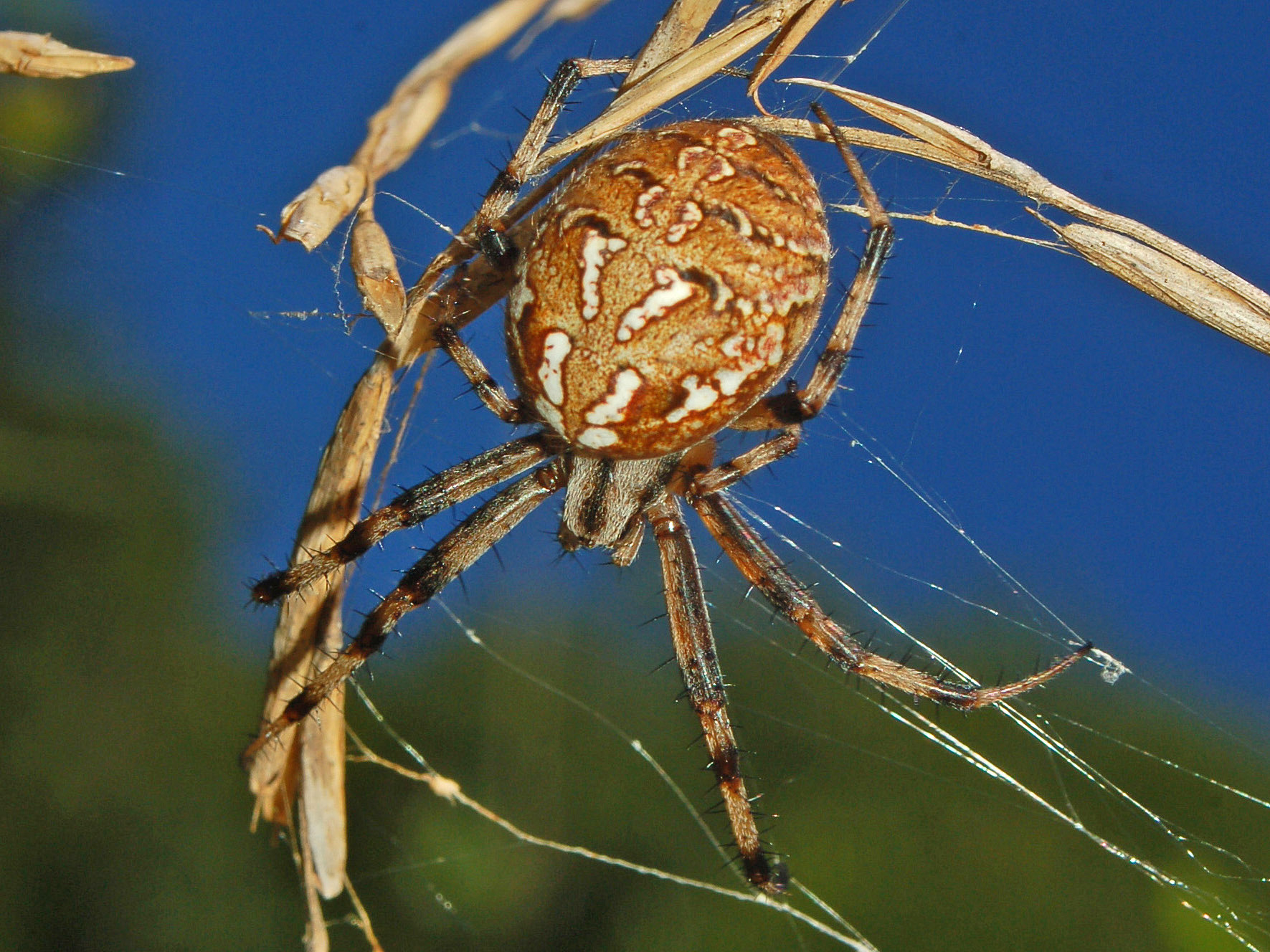
Neoscona byzanthina

Les femelles mesurent de 10 à 12 mm.
Très proche de Neoscona adianta, elle mesure de 5 à 10 millimètres et possède un dessin abdominal assez variable. Ses caractères aidant à l'en distinguer sont un large anneau apical sombre aux fémurs IV et le bord du folium noir plus discontinu se réduisant souvent à des virgules. De plus elle apparaît plus tard dans la saison.

## Systématique et taxonomie
Cette espèce a été décrite sous le protonyme Epeira byzanthina par Pavesi en 1876. Elle est placée en synonymie avec Neoscona adianta par Simon en 1929. Elle est relevée de synonymie par Ledoux en 2008.
Epeira turcica a été placée en synonymie par Simon en 1884.

## Étymologie
Son nom d'espèce lui a été donné en référence au lieu de sa découverte, Byzance.

## Publication originale
- Pavesi, 1876 : « Gli Aracnidi Turchi. » Atti della Societa Italiana di Scienze Naturali, vol. 19, no 1, p. 50-74 (texte intégral).